# Edenton
Edenton is een plaats (town) in de Amerikaanse staat North Carolina, en valt bestuurlijk gezien onder Chowan County.

## Demografie
Bij de volkstelling in 2000 werd het aantal inwoners vastgesteld op 5394.
In 2006 is het aantal inwoners door het United States Census Bureau geschat op 4989, een daling van 405 (-7.5%).

## Geografie
Volgens het United States Census Bureau beslaat de plaats een oppervlakte van
13,5 km², waarvan 13,0 km² land en 0,5 km² water. Edenton ligt op ongeveer 2 m boven zeeniveau.

## Plaatsen in de nabije omgeving
De onderstaande figuur toont nabijgelegen plaatsen in een straal van 28 km rond Edenton.

## Geboren
- Harriet Jacobs (1813?-1897), slavin, abolitioniste en schrijfster